# Riacho de Santo Antônio
Pour les articles homonymes, voir Riacho et Santo Antônio.
Riacho de Santo Antônio est une ville brésilienne du centre de l'État de la Paraíba.
Sa population était estimée à 1 524 habitants en 2007. La municipalité s'étend sur 91 km2.